# 신장중학교 축구부
신장중학교 축구부는 경기도 하남시에 위치한 하남시의 유일한 축구부이다. 신장중학교가 운영하는 축구부로 1991년에 창단  하였다.

## 같이 보기
- 신장중학교